# Premi Emmy 1975
La cerimonia della 27ª edizione dei Primetime Emmy Awards (27th Primetime Emmy Awards) si è tenuta all'Hollywood Palladium di Hollywood il 19 maggio 1975.

## Primetime Emmy Awards
Per le candidature, furono presi in considerazione i programmi trasmessi tra il 18 marzo 1974 e il 10 marzo 1975.

### Migliore serie televisiva drammatica
- Su e giù per le scale (Upstairs, Downstairs)
- Una famiglia americana (The Waltons)
- Kojak
- Le strade di San Francisco (The Streets of San Francisco)
- Sulle strade della California (Police Story)

### Migliore serie televisiva comica o commedia
- Mary Tyler Moore
- Arcibaldo (All in the Family)
- M*A*S*H
- Rhoda

### Miglior speciale commedia o drammatico
- La legge (The Law) – film televisivo
- Amore tra le rovine (Love Among the Ruins) – film televisivo
- I missili di ottobre (Missiles of October) – film televisivo
- QB VII – miniserie
- Regina del "Polvere di stelle" (Queen of the Stardust Ballroom) – film televisivo

### Migliore attore in una serie drammatica
- Robert Blake – Baretta
- Karl Malden – Le strade di San Francisco
- Barry Newman – Petrocelli
- Telly Savalas – Kojak

### Migliore attore in una serie comica o commedia
- Tony Randall – La strana coppia (The Odd Couple)
- Jack Albertson – Chico and the Man
- Alan Alda – M*A*S*H
- Jack Klugman – La strana coppia
- Carroll O'Connor – Arcibaldo

### Miglior attore protagonista in una miniserie o film
- Peter Falk – Colombo (Columbo)
- Dennis Weaver – Uno sceriffo a New York (McCloud)

### Miglior attore protagonista in uno speciale commedia o drammatico
- Laurence Olivier – Amore tra le rovine
- Richard Chamberlain – Il conte di Montecristo (The Count of Monte-Cristo)
- William Devane – I missili di ottobre
- Charles Durning – Regina del "Polvere di stelle"
- Henry Fonda – Clarence Darrow

### Migliore attrice in una serie drammatica
- Jean Marsh – Su e giù per le scale
- Angie Dickinson – Pepper Anderson agente speciale (Pepper Anderson)
- Michael Learned – Una famiglia americana

### Migliore attrice in una serie comica o commedia
- Valerie Harper – Rhoda
- Jean Stapleton – Arcibaldo
- Mary Tyler Moore – Mary Tyler Moore

### Miglior attrice protagonista in una miniserie o film
- Jessica Walter – Amy Prentiss
- Susan Saint James – McMillan e signora (McMillan & Wife)

### Miglior attrice protagonista in uno speciale commedia o drammatico
- Katherine Hepburn – Amore tra le rovine
- Jill Clayburgh – La storia di Wanda
- Elizabeth Montgomery – La leggenda di Lizzie Borden
- Diana Rigg – Le due suore
- Maureen Stapleton – Regina del "Polvere di stelle"

### Migliore attore non protagonista in una serie drammatica
- Will Geer – Una famiglia americana
- J. D. Cannon – Uno sceriffo a New York (McCloud)
- Michael Douglas – Le strade di San Francisco

### Migliore attore non protagonista in una serie comica o commedia
- Edward Asner – Mary Tyler Moore
- Gary Burghoff – M*A*S*H
- Ted Knight – Mary Tyler Moore
- Rob Reiner – Arcibaldo
- McLean Stevenson – M*A*S*H

### Migliore attore non protagonista di un episodio singolo in una serie drammatica o comica
- Patrick McGoohan – Colombo - Episodio: Alle prime luci dell'alba
- Lew Ayres – Kung Fu - Episodio: La figlia della nebbia
- Harold Gould – Sulle strade della California - Episodio: Fathers and Sons
- Harry Morgan – M*A*S*H - Episodio: Il generale è saltato all'alba

### Miglior attore non protagonista in uno speciale commedia o drammatico
- Anthony Quayle – QB VII
- Ralph Bellamy – I missili di ottobre
- Jack Hawkins – QB VII
- Trevor Howard – Il conte di Montecristo

### Migliore attrice non protagonista in una serie drammatica
- Ellen Corby – Una famiglia americana
- Angela Baddeley – Su e giù per le scale
- Nancy Walker – McMillan e signora

### Migliore attrice non protagonista in una serie comica o commedia
- Betty White – Mary Tyler Moore
- Julie Kavner – Rhoda
- Loretta Swit – M*A*S*H
- Nancy Walker – Rhoda

### Migliore attrice non protagonista di un episodio singolo in una serie drammatica o comica
- Zohra Lampert – Kojak | Episodio: Regina degli zingari
- Cloris Leachman – Mary Tyler Moore | Episodio: Phyllis Whips Inflation
- Lew Ayres – Kung Fu | Episodio: La figlia della nebbia
- Shelley Winters – Uno sceriffo a New York | Episodio: The Barefoot Girls of Bleecker Street

### Miglior attrice non protagonista in uno speciale commedia o drammatico
- Juliet Mills – QB VII
- Charlotte Rae – Regina del "Polvere di stelle"
- Lee Remick – QB VII

### Migliore regia per una serie drammatica
- Su e giù per le scale – Bill Bain per l'episodio A Sudden Storm
- Benjamin Franklin – Glenn Jordan per l'episodio The Ambassador
- Kojak – David Friedkin per l'episodio Per amore di Lisa
- Kojak – Telly Savalas per l'episodio Reportage di un sogno
- Le strade di San Francisco – Harry Falk per l'episodio The Mask of Death

### Migliore regia per una serie comica o commedia
- M*A*S*H – Gene Reynolds per l'episodio Sala operatoria
- M*A*S*H – Alan Alda per l'episodio Bulletin Board
- M*A*S*H – Hy Averback per l'episodio Unanime alcolizzati

### Miglior regia per uno speciale commedia o drammatico
- Amore tra le rovine – George Cukor
- La legge – John Badham
- I missili di ottobre – Anthony Page
- QB VII – Tom Gries per la prima e seconda parte
- Regina del "Polvere di stelle" – Sam O'Steen

### Migliore sceneggiatura per una serie drammatica
- Benjamin Franklin – Howard Fast per l'episodio The Ambassador
- Benjamin Franklin – Loring Mandel per l'episodio The Whirlwind
- Su e giù per le scale – John Hawkesworth per l'episodio The Bolter
- Su e giù per le scale – Alfred Shaughnessy per l'episodio Miss Forrest
- Sulle strade della California – Robert E. Collins per l'episodio Roberry: 48 Hours

### Migliore sceneggiatura per una serie comica o commedia
- Mary Tyler Moore – Ed. Weinberger e Stan Daniels per l'episodio Mary Richards Goes to Jail
- Mary Tyler Moore – David Lloyd per l'episodio Lou and That Woman
- Rhoda – Norman Barasch,; Carroll Moore, David Lloyd, Lorenzo Music, Allan Burns, James L. Brooks e David Davis per l'episodio Rhoda's Wedding

### Migliore sceneggiatura originale per uno speciale commedia o drammatico
- Amore tra le rovine – James Costigan
- La legge – Joel Oliansky e William Sackheim
- I missili di ottobre – Stanley R. Greenberg
- Regina del "Polvere di stelle" – Jerome Kass
- La storia di Wanda – Fay Kanin

### Migliore sceneggiatura non originale per uno speciale commedia o drammatico
- Clarence Darrow – David W. Rintels
- QB VII – Edward Anhalt per la prima e la seconda parte